# 上海王
《上海王》是由胡雪桦执导的黑帮传奇电影，改编自重庆女作家虹影的同名小说，胡军、余男、凤小岳、秦昊、李梦、刘佩琦、曹可凡、蒲巴甲、多布杰、乔翰·厄布、何赛飞、徐冬冬主演。2016年6月19日在上海电影节上首映，2017年2月17日公映。由于第一部票房不佳，《上海王II》於2020年8月22日在網絡播出。

## 剧情
故事背景从1905年跨越到1925年，讲述申曲名伶、奇女子筱月桂与胡军、秦昊、凤小岳饰演的三代上海王之间的爱恨情仇，描绘了那段时期上海的人生百态。

## 角色
- 胡军 饰 常力雄，第一代上海王
- 余男 饰 筱月桂
- 秦昊 饰 黄佩玉，第二代上海王
- 凤小岳 饰 余其扬，第三代上海王
- 白灵 饰 新戴玉
- 李梦 饰 筱月桂（少女）
- 刘佩琦 饰 宋守备
- 多布杰 饰 卢将军
- 曹可凡 饰 师爷
- 蒲巴甲 饰 卢公子
- 何赛飞 饰
- 乔翰·厄布 饰 简森
- 徐冬冬 饰 陆香兰
- 段博文

## 发行
2016年12月15日，首款预告片发布。2017年2月9日，片方曝光了倒溯版预告及终极版海报。2月10日，《上海王》由原定的2月24日提档至2月17日。

## 奖项
第12届中美电影节“金天使奖”
- 优秀影片
- 最佳导演：胡雪桦
- 最佳男配角：曹可凡